# Bara (Bośnia i Hercegowina)
Bara – wieś w Bośni i Hercegowinie, w Federacji Bośni i Hercegowiny, w kantonie uńsko-sańskim, w gminie Bosanski Petrovac. W 2013 roku liczyła 75 mieszkańców, z czego większość stanowili Serbowie.